# Flugplatz Gerdauen
Der Flugplatz Gerdauen war ein Einsatzhafen I. Ordnung der Luftwaffe der Wehrmacht nahe der ostpreußischen Kreisstadt Gerdauen.

## Geschichte
Der Flugplatz wurde 1938/39 angelegt und ab August 1939 benutzt. Er lag an der Reichsstraße 141 nach Allenburg etwa 2,5 km nördlich der Stadt. Er dehnte sich in östlicher Richtung bis zum Forst Schloss Gerdauen aus.
Der Flugplatz war Einsatzhafen des Fliegerhorstes Jesau und deshalb nicht ständig von der Luftwaffe belegt. Für die Kommandantur wurde Ende der 1930er Jahre ein Gebäude errichtet, das einigen Offizieren als Wohnung diente. Große Baracken waren für den Einsatzfall und für die Lagerung von Ersatzteilen vorhanden. Die Abmessungen der Start- und Landebahn sind nicht genau bekannt. Es soll sich um eine Grasfläche mit einer Länge von 1370 Metern gehandelt haben. Ab 1941 diente der Fliegerhorst der Ausbildung von Flugzeugführern. Dazu war bis 1944 die Flugzeugführerschule FFS A/B 125, später umbenannt in FFS A 125, hier beheimatet. Operativ wurde der Flugplatz 1939 für den Überfall auf Polen und dann wieder für den Angriff auf die Sowjetunion im Juni 1941 verwendet. Im Sommer 1941 wurde er als Ausweichflugplatz während der Bauarbeiten auf dem 35 km entfernten Flugplatz Wolfsschanze genutzt. Bei einem Luftangriff wäre der Flugplatz Schippenbeil Ausweichhafen gewesen. Von September bis Oktober 1944 hatte der Jagdfliegerführer Ostpreußen sein Hauptquartier am Platz.
Die folgende Tabelle zeigt eine Auflistung ausgesuchter fliegender aktiver Einheiten (ohne Schul- und Ergänzungsverbände), die hier zwischen 1939 und 1945 stationiert waren.
| von           | bis            | Einheit                                                                                 | Ausrüstung                                            |
| ------------- | -------------- | --------------------------------------------------------------------------------------- | ----------------------------------------------------- |
| August 1939   | September 1939 | I./Kampfgeschwader 2 (I. Gruppe des Kampfgeschwaders 2)                                 | Dornier Do 17M                                        |
| Juni 1941     | Juli 1941      | Stab, I./Kampfgeschwader 76                                                             | Junkers Ju 88A                                        |
| August 1944   | November 1944  | Teile der I./Nachtjagdgeschwader 100 (Teile der I. Gruppe des Nachtjagdgeschwaders 100) | Junkers Ju 88C-6, Focke-Wulf Fw 189A, Dornier Do 217N |
| Oktober 1944  | Januar 1945    | Stab, I./Schlachtgeschwader 3 (Stab und I. Gruppe des Schlachtgeschwaders 3)            | Focke-Wulf Fw 190F-8                                  |
| Oktober 1944  | Dezember 1944  | II./Schlachtgeschwader 1                                                                | Focke-Wulf Fw 190F-8                                  |
| November 1944 | November 1944  | I., II./Schlachtgeschwader 4                                                            | Focke-Wulf Fw 190F-8                                  |
| Januar 1945   | Januar 1945    | II./Jagdgeschwader 1 (I. Gruppe des Jagdgeschwaders 1)                                  | Focke-Wulf Fw 190A, Focke-Wulf Fw 190D                |

Im Januar 1945 wurde der Flugplatz wegen der Frontnähe aufgegeben. Am 24. Januar 1945 war das auf dem Flugplatz eingerichtete Außenlager des KZ Stutthof geschlossen und die letzten Häftlinge nach Stutthof zurückgebracht worden.
Die russische Armee besetzte am 27. Januar 1945 Gerdauen. Auf dem Flugplatz wurde die 330. russische Jagdfliegerdivision mit den Jagdfliegerregimenten 161, 609 und 927 mit 33 Jagdflugzeugen Lawotschkin La-5 und 19 Lawotschkin La-7 stationiert. Bis März 1945 erhöhte sich der Bestand von zunächst 52 auf 74 Flugzeuge. Zudem wurden weitere 50 Flugzeuge der 311. Schlachtfliegerdivision mit den Schlachtfliegerregimenten 952, 953 und 956 mit der Type Iljuschin IL-2 nach Gerdauen verlegt.
Sobald es die Wetterlage zuließ, flogen die Russen Angriffe auf Balga, Rosenberg und andere Orte in der Region.
Im Sommer 2019 waren nur noch vereinzelte Gebäudereste in einem inzwischen vorhandenen dichten Wald vorhanden, das Flugfeld war mit Getreide eingesät.